# Canton de Peyreleau
Le canton de Peyreleau est une ancienne division administrative française située dans le département de l'Aveyron et la région Midi-Pyrénées.

## Géographie
Ce canton était organisé autour de Peyreleau dans l'arrondissement de Millau. Son altitude variait de 372 m (La Cresse) à 1 011 m (Veyreau) pour une altitude moyenne de 580 m.

## Représentation

### Conseillers généraux de 1833 à 2015
| Période | Période          | Identité                                                         | Étiquette          | Qualité |
| ------- | ---------------- | ---------------------------------------------------------------- | ------------------ | --- |
| 1833    | 1839             | Barthélemy Joseph Robert Joachim Monestier de Balory (1769-1844) |                    | Médecin à Peyreleau, maire de La Cresse |
| 1839    | 1848             | M. Cros                                                          |                    | Juge de paix à Peyreleau |
| 1848    | 1852             | Gérard Hippolyte Valhibouse                                      | Républicain        | Ancien greffier du Tribunal civil, maire de Milhau en 1848 |
| 1852    | 1867 (démission) | Victor de Bonald                                                 | Droite légitimiste | Propriétaire Maire de Saint-André-de-Vézines |
| 1867    | 1871             | François de Roquetaillade                                        |                    | Ancien officier, propriétaire, maire de La Cresse (1865-1878), ancien conseiller d'arrondissement du canton de Sainte-Énimie                                  |
| 1871    | 1897 (décès)     | Victor de Bonald                                                 | Droite légitimiste | Député (1871-1876) Maire de Saint-André-de-Vézines Président du Conseil Général (1871-1880)                                                                   |
| 1897    | 1940             | Amédée Vidal                                                     | Conservateur       | Avocat puis industriel à Salles-la-Source Maire de Peyreleau (1892-1903), conseiller d'arrondissement Propriétaire à Saint-Laurent-d'Olt Sénateur (1921-1930) |
|         |                  |                                                                  |                    | |
| 1943    | 1945             | Gaston Guers (1896-1977)                                         |                    | Conseiller municipal de Mostuéjouls Nommé conseiller départemental en 1943                                                                                    |
|         |                  |                                                                  |                    | |
| 1945    | 1951             | Albin Guillaumenq (1899-1983)                                    | MRP                | Cultivateur Maire de Saint-André-de-Vézines (1928-1959) |
| 1951    | 1964             | Gaston Guers (1896-1977)                                         | MRP                | Propriétaire Conseiller municipal de Mostuéjouls |
| 1964    | 1976             | Léopold Laur                                                     | RI                 | Ingénieur électricien Maire de Rivière-sur-Tarn (1959-1976)                                                                                                   |
| 1976    | 2001             | Pierre Bloy                                                      | PS                 | Receveur des Postes Maire de Rivière-sur-Tarn (1976-2008) |
| 2001    | 2015             | Danièle Vergonnier                                               | DVD                | Agent d'assurances retraitée Maire de La Cresse depuis 1995 Suppléante du député Alain Marc Elue en 2015 dans le Canton de Tarn et Causses                    |

### Conseillers d'arrondissement (de 1833 à 1940)
| Période                                  | Période          | Identité                                    | Étiquette       | Qualité |
| ---------------------------------------- | ---------------- | ------------------------------------------- | --------------- | --- |
| 1833                                     | 1845             | Étienne Jean Auguste Caussignac (1787-1861) |                 | Expert géomètre, propriétaire à Montméjean                                                                  |
| 1845                                     | 1848             | Joachim Amédée Monestier (1814-1859)        |                 | Propriétaire, avocat, maire de La Cresse                                                                    |
| 1848                                     | 1852             | Cyprien Barthélemy                          |                 | |
| 1852                                     | 1871             | Jean-Félix Julien (1811-1898)               |                 | Notaire à Rivière-sur-Tarn                                                                                  |
| 1871                                     | 1877             | Marquis Fernand de Mostuéjouls (1840-1889)  |                 | Propriétaire du château, agriculteur, maire de Mostuéjouls de 1871 à 1888                                   |
| 1877                                     | 1883             | Hyacinthe Gardès                            |                 | Propriétaire à Peyreleau                                                                                    |
| 1883                                     | 1889             | Adrien-Louis Fabié (1843-1932)              |                 | Notaire, maire de Peyreleau de 1881 à 1882, de 1884 à 1892 et de 1908 à 1927                                |
| 1889                                     | 1897 (démission) | Amédée Vidal                                | Conservateur    | Avocat, Salles-la-Source                                                                                    |
| 1897                                     | 1907             | Léon Costecalde                             |                 | Maitre d'hôtel au Rozier (Lozère) puis juge de paix à Carrouges (Orne)                                      |
| 1907                                     | 1913             | Armand-Camille Raynal                       |                 | Propriétaire, ancien maire de La Cresse (1899 à 1902)                                                       |
| 1913                                     | 1940             | Clément Bion (1874-1948)                    | Union nationale | Maire de Veyreau, Président du Conseil d'arrondissement                                                     |
| 1940                                     |                  |                                             |                 | Les conseils d'arrondissement ont été suspendus par la loi du 12 octobre 1940 et n'ont jamais été réactivés |
| Les données manquantes sont à compléter. |                  |                                             |                 | |

## Composition
Le canton de Peyreleau, d'une superficie de 222 km2, était composé de sept communes.
| - La Cresse - Mostuéjouls - Peyreleau - Rivière-sur-Tarn - La Roque-Sainte-Marguerite - Saint-André-de-Vézines - Veyreau |

## Démographie

### Évolution démographique
| 1962  | 1968  | 1975  | 1982  | 1990  | 1999  | 2006  | 2011  | 2012  |
| ----- | ----- | ----- | ----- | ----- | ----- | ----- | ----- | ----- |
| 1 938 | 1 680 | 1 569 | 1 681 | 1 730 | 1 966 | 2 094 | 2 212 | 2 213 |

### Âge de la population
La pyramide des âges, à savoir la répartition par sexe et âge de la population, du canton de Peyreleau en 2009 ainsi que, comparativement, celle du département de l'Aveyron la même année sont représentées avec les graphiques ci-dessous.
La population du canton comporte 50,4 % d'hommes et 49,6 % de femmes. Elle présente en 2009 une structure par grands groupes d'âge plus âgée que celle de la France métropolitaine. 
Il existe en effet 72 jeunes de moins de 20 ans pour cent personnes de plus de 60 ans, alors que pour la France l'indice de jeunesse, qui est égal à la division de la part des moins de 20 ans par la part des plus de 60 ans, est de 1,06. L'indice de jeunesse du canton est par contre supérieur à celui  du département (0,67) et inférieur à celui de la région (0,89).
| Hommes | Classe d’âge | Femmes |
| ------ | ------------ | ------ |
| 0,5    | 90 ans ou +  | 1,8    |
| 8,4    | 75 à 89 ans  | 12,0   |
| 18,1   | 60 à 74 ans  | 17,5   |
| 24,8   | 45 à 59 ans  | 21,7   |
| 17,0   | 30 à 44 ans  | 18,9   |
| 13,1   | 15 à 29 ans  | 14,2   |
| 18,1   | 0 à 14 ans   | 13,9   |

| Hommes | Classe d’âge | Femmes |
| ------ | ------------ | ------ |
| 0,6    | 90 ans ou +  | 1,7    |
| 10,2   | 75 à 89 ans  | 14,2   |
| 16,9   | 60 à 74 ans  | 17,5   |
| 21,6   | 45 à 59 ans  | 20,3   |
| 18,9   | 30 à 44 ans  | 17,8   |
| 15,1   | 15 à 29 ans  | 13,4   |
| 16,7   | 0 à 14 ans   | 15,1   |